# Некарцимерн
Некарцимерн (њем. Neckarzimmern) општина је у њемачкој савезној држави Баден-Виртемберг. Једно је од 27 општинских средишта округа Некар-Оденвалд. Према процјени из 2010. у општини је живјело 1.503 становника. Посједује регионалну шифру (AGS) 8225067.

## Географски и демографски подаци
Некарцимерн се налази у савезној држави Баден-Виртемберг у округу Некар-Оденвалд. Општина се налази на надморској висини од 160 метара. Површина општине износи 8,2 km². У самом мјесту је, према процјени из 2010. године, живјело 1.503 становника. Просјечна густина становништва износи 184 становника/km².